# Destructor Bersagliere (1939)
El Bersagliere va ser un dels dinou destructors de classe Soldati construïts per a la Regia Marina a finals dels anys trenta i principis dels anys quaranta. Completat a principis de 1939, va ser un dels últims del primer lot d'una dotzena de vaixells a entrar en servei.

## Disseny i descripció
Els destructors de classe Soldati eren versions lleugerament millorades de la classe Oriani anterior. Tenien una longitud entre perpendiculars de 101,6 metres i una longitud total de 106,7 metres. Els vaixells tenien una mànega de 10,15 metres i un calat mitjà de 3,15 metres i 4,3 metres amb càrrega profunda. El Soldatis desplaçaven 1.830–1.850 tones mètriques (1.800–1.820 tones llargues) amb càrrega normal, i 2.450–2.550 tones mètriques (2.410–2.510 tones llargues) amb càrrega profund. El seu complement durant la guerra era de 206 oficials i mariners.
El Bersagliere estava accionat per dues turbines de vapor d'engranatge Belluzzo, cadascuna impulsava un eix d'hèlix utilitzant vapor subministrat per tres calderes Yarrow. Dissenyats per a una potència màxima de 48.000 cavalls de potència (36.000 kW) i una velocitat de 34-35 nusos (63-65 km/h; 39-40 mph) en servei, els vaixells de la classe Soldati van assolir velocitats de 39-39. 40 nusos (72–74 km/h; 45–46 mph) durant les seves proves de mar amb una càrrega lleugera. Portaven prou fuel oil per donar-los una autonomia de 2.340 milles nàutiques (4.330 km; 2.690 milles) a una velocitat de 14 nusos (26 km/h; 16 mph) i 682 nmi (1.263 km; 785 milles) a una velocitat de 34 nusos (63 km/h; 39 mph).
La bateria principal del Bersagliere constava de quatre canons de 120 mil·límetres de calibre 50 en dues torretes de dos canons, una a davant i a darrere de la superestructura. En una plataforma al mig del vaixell hi havia un canó d'obús estrella de 120 mil·límetres de calibre 15. La defensa antiaèria (AA) del Soldatis era proporcionada per vuit canons Breda Model 1935 de 20 mil·límetres. Els vaixells estaven equipats amb sis tubs de torpedes de 533 mil·límetres en dos muntatges triples al mig del vaixell. Tot i que no tenien un sistema de sonar per a tasques antisubmarines, estaven equipats amb un parell de llançadors de càrrega de profunditat. Els vaixells podien portar 48 mines.

## Història
El vaixell construït a les fàbriques de Cantieri Navali Riuniti de Palerm on el seu casc va ser posat als molls el 21 d'abril de 1937, va ser botat el 3 de juliol de 1938 i va entrar en servei l'1 d'abril de 1939. En el curt període d'abans de la guerra va dur a terme activitats de formació i representació participant en la revista naval de 1939 al golf de Nàpols en honor al regent de Iugoslàvia.
A l'inici de la Segona Guerra Mundial va formar part del XIII Esquadró de Destructors, que va formar juntament amb els seus germans Granatiere, Fuciliere i Alpino
El 7 de juliol de 1940, a les 12.35, va abandonar Palerm juntament amb les unitats seccionals i la VII Divisió de Creuers (Eugenio di Savoia, Duca d'Aosta, Attendolo i Montecuccoli), per després unir-se a la resta del II Esquadró Naval (creuer pesat Pola), Divisions de creuers I, II i III per un total de 7 unitats i esquadrons destructors IX, X, XI i XII) que, després d'haver actuat com a força de suport a una operació de combois per a Líbia, es van incorporar al I Esquadró i van participar en la batalla de Punta Stilo del 9 de juliol; tanmateix la VII Divisió (i amb ella la XIII Esquadra) es va unir tardàment a la resta de la formació italiana, amb la batalla ja en marxa, tenint així només un paper marginal en la batalla.
Entre el 30 de juliol i l'1 d'agost va oferir escorta indirecta, juntament amb l'Ascari, el Granatiere i el Fuciliere, als creuers Pola, Zara, Fiume, Gorizia, Trento, Da Barbiano, Alberto di Giussano,  Eugenio di Savoia, Duca degli Abruzzi,  Attendolo i  Montecuccoli i als IX, XII i XV Esquadrons de Destructors per a un total d'11 unitats: dos combois a Líbia, que van veure un total de 10 vaixells mercants, 4 destructors i 12 torpediners.
Cap al migdia del 27 de novembre, va sortir de Nàpols juntament amb els cuirassats Giulio Cesare i Vittorio Veneto, la resta de la XIII Esquadra i el VII Esquadró de Destructors (Freccia, Dardo, Saetta), participant aleshores en la batalla inconclusa del Cap Teulada.
El 8 de febrer de 1941 va sortir de La Spezia juntament amb les altres unitats de l'Esquadró XIII, l'Esquadró X (Maestrale, Grecale, Libeccio i Scirocco) i els cuirassats Vittorio Veneto, Cesare i Doria per interceptar la formació britànica que es dirigia a Gènova per bombardejar aquella ciutat; l'endemà l'esquadra italiana es va incorporar a la III Divisió de Creuers (Trento, Trieste, Bolzano) que havia sortit de Messina amb els destructors Carabiniere i  Corazziere, però no va aconseguir evitar el bombardeig, ni identificar els vaixells britànics.
El matí del 27 de març, va substituir, amb la resta del XIII Esquadró, el X Esquadró (Maestrale, Grecale, Libeccio, Scirocco) a l'escorta del cuirassat Vittorio Veneto, que amb diverses altres unitats – Divisions de creuers I (Zara, Pola, Fiume), III (Trento, Trieste, Bolzano) i VIII (Garibaldi i Duca degli Abruzzi), esquadrons destructors IX (Alfieri, Oriani, Gioberti, Carducci), XVI (Da Recco, Pessagno), XII (Corazziere, Carabiniere, Ascari) – destinat a participar en l'operació «Gaudo», que després va resultar en la desastrosa batalla del Cap Matapan, que va acabar amb la pèrdua de tota la 1a Divisió i els destructors Alfieri. i Carducci. Durant aquesta batalla, els vaixells de l'Esquadró XIII van escortar el Vittorio Veneto, danyat per un torpediner, defensant-lo amb el seu propi foc antiaeri.
L'11 de maig va tornar a formar part de l'escorta indirecta, juntament amb els creuers lleugers Bande Nere, Cadorna, Duca degli Abruzzi i Garibaldi i els destructors Alpino, Fuciliere, Scirocco, Maestrale, Da Recco, Pancaldo, Pessagno i Usodimare, en un comboi format pels mercants Preussen, Wachtfels, Ernesto, Tembien, Giulia i Col di Lanai que es va beneficiar de l'escorta directa dels destructors Dardo, Aviere, Geniere, Grecale i Camicia Nera: havent sortit de Nàpols, els vaixells van arribar a Trípoli el 14.
Del 19 al 21 de maig, juntament amb els creuers Duca degli Abruzzi i Garibaldi i els destructors Granatiere i Alpino, va actuar com a escorta indirecta d'un comboi a Trípoli (vaixells mercants Preussen, Sparta, Capo Orso, Castelverde i Motia, petrolers Panuco i Superga) amb els destructors  Euro, Folgore, Fulmine, Strale i Turbine); el comboi va arribar al seu destí sense pèrdues, malgrat els atacs submarins.
El 3 de juny va sortir de Palerm per formar part, juntament amb els seus germans Granatiere, Fuciliere i Alpino i els creuers Duca degli Abruzzi i Garibaldi, de l'escorta indirecta del comboi "Aquitania" (vaixells mercants Aquitania, Caffaro, Nirvo, Montello, Beatrice Costa i el petrolier Pozarica), en ruta Nàpols-Trípoli escortats pels destructors Dardo, Aviere, Geniere i Camicia Nera i el torpediner Missori); el 4 de juny, mentre els vaixells es trobaven a unes vint milles de les illes Kerkenna van ser atacats per avions que van llançar-se sobre el Montello, que va explotar sense deixar supervivents, i el Beatrice Costa, que, irreparablement danyat, va haver de ser abandonat i enfonsat pel Camicia Nera.
El 28 de juliol va sortir a la mar juntament amb el Granader i la VIII Divisió de Creuers (Garibaldi i Montecuccoli) per protegir els vuit combois que navegaven entre Itàlia i Líbia; el submarí britànic Upholder va torpedinar el Garibaldi, causant-li greus danys.
El 24 de setembre de 1941, juntament amb el Granatiere, el Fuciliere i un altre destructor adjunt a la XIII Esquadra, el Gioberti) va sortir de Nàpols juntament amb els cuirassats Vittorio Veneto i Littorio i el XIV esquadró de destructors (Folgore, da Recco, Pessagno) per interceptar un comboi britànic, però no ho va aconseguir.
El 8 d'octubre, a les 22.20 hores, va salpar de Nàpols conjuntament amb els seus germans Granatiere, Fuciliere i Alpino (després s'afegiria el Cascino, que provenia de Trapani) per escortar el comboi "Giulia" fins a Líbia, format pel petrolier Proserpina i els transports Giulia, Bainsizza, Nirvo, Zena i Casaregis; el Bainsizza i el Nirvo, amb avaries, van haver de fer reparacions a Trapani mentre que el 12 d'octubre, a les 22.25, els torpediners britànics del 830è Esquadró van atacar el comboi i van enfonsar el Zena i els Casaregis (respectivament a 34°52' N i 12°22' E i 34°10' N i 12°38' E): el comboi "Giulia" va ser el primer comboi víctima dels desxiframents d'ULTRA.
El matí del 8 de novembre de 1941, el Bersagliere va sortir de Messina juntament amb la III Divisió (Trento i Trieste) i el Granader, Fuciliere i Alpino per fer d'escorta indirecta del comboi "Duisburg": aquest comboi, format pels mercants Duisburg, San Marco, Sagitta, Maria, Rina Corrado, Conte di Misurata i Minatitlan (amb un total de 34.473 t de subministraments a bord, 389 vehicles i 243 homes) va ser dirigit a Trípoli amb l'escorta dels destructors Maestrale, Grecale, Libeccio, Fulmine, Euro i Alfredo Oriani.A la nit següent el comboi va ser atacat i destruït pels britànics "Force K" (creuers lleugers Aurora i Penelope i destructors Lance i Lively): tots els mercants i el Fulmine van ser enfonsats, mentre que el Grecale va informar de greus danys. A les 00.40 del 9 de novembre -disset minuts abans de l'inici de la baralla- el Bersagliere (que, amb la resta de l'escorta indirecta, navegava a 12 nusos a popa del comboi, a l'est, a uns 4.000-5.000 metres d'aquest) va ser el primer vaixell italià que va albirar les unitats de la Força K i fer sonar el senyal de descobriment., que, però, va ser rebut pel vaixell insígnia -el Trieste- i a la proa -el Maestrale- només quan la batalla ja estava en marxa; després de l'albirament el destructor italià va obrir foc amb el seu Ansaldo 120/50 entre l'1.01 i l'1.05, contra el vaixell anglès més proper, un creuer i va colpejar-lo diverses vegades a la coberta amb mal resultat mentre s'hi seguia apropant; albirat i confós amb un altre dels destructors d'escorta directe, va ser disparat per unes quantes salves dels canons secundaris de 102 mm de Penelope. Independentment dels cops que el van pastar, va continuar la seva acció fins que, havent arribat a menys de 4.000 metres del casc enemic, va arribar l'ordre del comandament de la divisió d'interrompre l'atac i fer marxa enrere. Aleshores va decidir tornar a caure cap a l'est. Després de la batalla i la destrucció del comboi, al Bersagliere només quedava participar, juntament amb el Maestrale, el Oriani, l'Euro, l'Alpino i el Fuciliere en el rescat dels 704 supervivents.
El 21 de novembre de 1941 va sortir a la mar per escortar a Messina, juntament amb el creuer lleuger Garibaldi, el creuer pesant Trieste, torpedinat i greument danyat pel submarí HMS Utmost durant una missió d'escorta indirecta a dos combois per a Líbia.
A les 17.40 del 13 de desembre va sortir de Tàrent juntament amb els cuirassats Littorio i Vittorio Veneto, els tres destructors seccionals i els torpediners Centauro i Clio (formació reforçada posteriorment amb l'enviament dels destructors Vivaldi, Malocello, Da Recco, da Noli i Zeno) per servir com a força de cobertura de l'operació "M 41" (tres combois per a Líbia formats per 6 vaixells mercants, 5 destructors i un vaixell torpediner), que, tanmateix, es va veure afectat per atacs submarins, que van enfonsar dos transports (el Fabio Filzi). i el Carlo del Greco) i va danyar seriosament el cuirassat Vittorio Veneto.
El 16 de desembre, juntament amb els cuirassats Andrea Doria, Giulio Cesare i Littorio, els creuers pesats Trento i Gorizia i els destructors Granatiere, Maestrale, Fuciliere, Alpino, Corazziere, Carabiniere, Oriani, Gioberti i Usodimare, va formar part de la força de suport en l'operació de combois per a Líbia "M 42" (dos combois formats per vaixells mercants Monginevro, Napoli, Ankarai Vettor Pisani escortat pels destructors Saetta, Da Recco, Vivaldi, Da Noli, Malocello, Pessagno i Zeno, tots dos van sortir de Tàrent i es van dirigir a Bengasi –Ankara i Saetta– i Trípoli –les altres unitats–); els vaixells van arribar al seu destí indemnes el dia 18, mentre que el grup de suport va participar en una batalla poc concloent amb una formació britànica que va prendre el nom de la primera batalla de Sirte, en la qual el Bersagliere, juntament amb els altres CT dels 12è i 13è esquadrons, va ser el protagonista d'un tiroteig amb els CT de Sa Majestat Britànica cap al final de la batalla.
A les 10.15 hores del 3 de gener de 1942 va sortir de Messina juntament amb els destructors Vivaldi, Da Recco i Usodimare per escortar a Trípoli, com a part de l'operació "M 43" (tres combois per a Líbia amb un total de 6 vaixells mercants, 6 destructors i 5 torpediners), un comboi format pels moderns vaixells a motor Nino Bixio, Lerici i Monginevro : tots els vaixells mercants van arribar al seu destí el 5 de gener.
El 22 de gener va formar part –juntament amb els creuers Attendolo, Duca degli Abruzzi i Montecuccoli i els destructors Alpino, Carabiniere i Fuciliere – de la força de suport proper al "T. 18" (un comboi format pel transport de tropes Victoria - sortit de Tàrent - i per les càrregues Ravello, Monviso, Monginevro i Vettor Pisani - va salpar des de Messina - amb l'escorta dels destructors Vivaldi, Malocello, Da Noli, Aviere, Geniere i Camicia Nera i els torpediners Orsa i Castore); el comboi va arribar a Trípoli el 24, però va patir la pèrdua del Victoria, enfonsat per dos atacs dels torpediners.
A la una de la nit del 22 de març de 1942, juntament amb la resta de destructors de la XIII Esquadra (Alpino i Fuciliere, als quals també s'havia vinculat temporalment el destructor Lanciere), va sortir de Messina juntament amb els creuers Trento, Gorizia i Bande Nere. Unit a la resta de l'esquadra naval italiana, la formació va participar llavors a la segona batalla de Sirte, en la qual el Bersagliere no va tenir un paper important.
Durant l'any 1942 també va ser sotmès a obres que van suposar l'eliminació de la peça il·luminadora i l'embarcament de 4 metralladores de 20 mm i, posteriorment, d'un ecogoniòmetre.
A partir del 2 de juliol d'aquell any va estar estacionat a Navarino juntament amb els bessons Alpino, Corazziere i Mitragliere i amb els creuers lleugers Garibaldi, Duca d'Aosta i Duca degli Abruzzi (que formaven la VIII Divisió), romanent-hi durant quatre mesos: aquesta formació hauria d'intervenir en cas que els combois que navegaven a la zona centre-oriental de la Mediterrània fossin atacats per vaixells que sortissin de bases britàniques de l'Orient Mitjà, però mai va haver-hi la necessitat de fer-ho.
El 16 d'agost, juntament amb el Mitragliere, va recuperar la tripulació de la motora Lerici, torpedinada pel submarí  HMS Porpoise mentre navegava en comboi de Brindisi a Bengasi.
El 31 d'octubre va marxar juntament amb el seu vaixell germà Corazziere i el Da Recco més antic per transportar a Tobruk una càrrega de 250 tones de munició (repartides entre els tres vaixells): seguint la ruta del Mediterrani oriental, els tres vaixells van arribar al seu destí el 2 de novembre malgrat un violent atac aeri (que va durar dues hores i mitja) dut a terme a la nit entre l'1 i el 2 de novembre
A les 22.15 del 15 de novembre el Bersagliere i el Granatiere van sortir de Tàrent per escortar el gran i modern petrolier Giulio Giordani : va ser l'últim vaixell cisterna enviat a Líbia, amb una càrrega vital de 7400 tones de combustible i 35 tones de lubricants. A les vuit del vespre del 17 de novembre, els torpediners britànics, informats per Ultra, van atacar el comboi al nord de Misrata: el Bersagliere i el Granatiere van intentar amagar el gran petroler mitjançant cortines de fum, però dos torpedes el van tocar. Després d'intents inútils de rescatar el vaixell, els dos destructors no van tenir més remei que recollir els supervivents i tornar a la base.

### Enfonsament

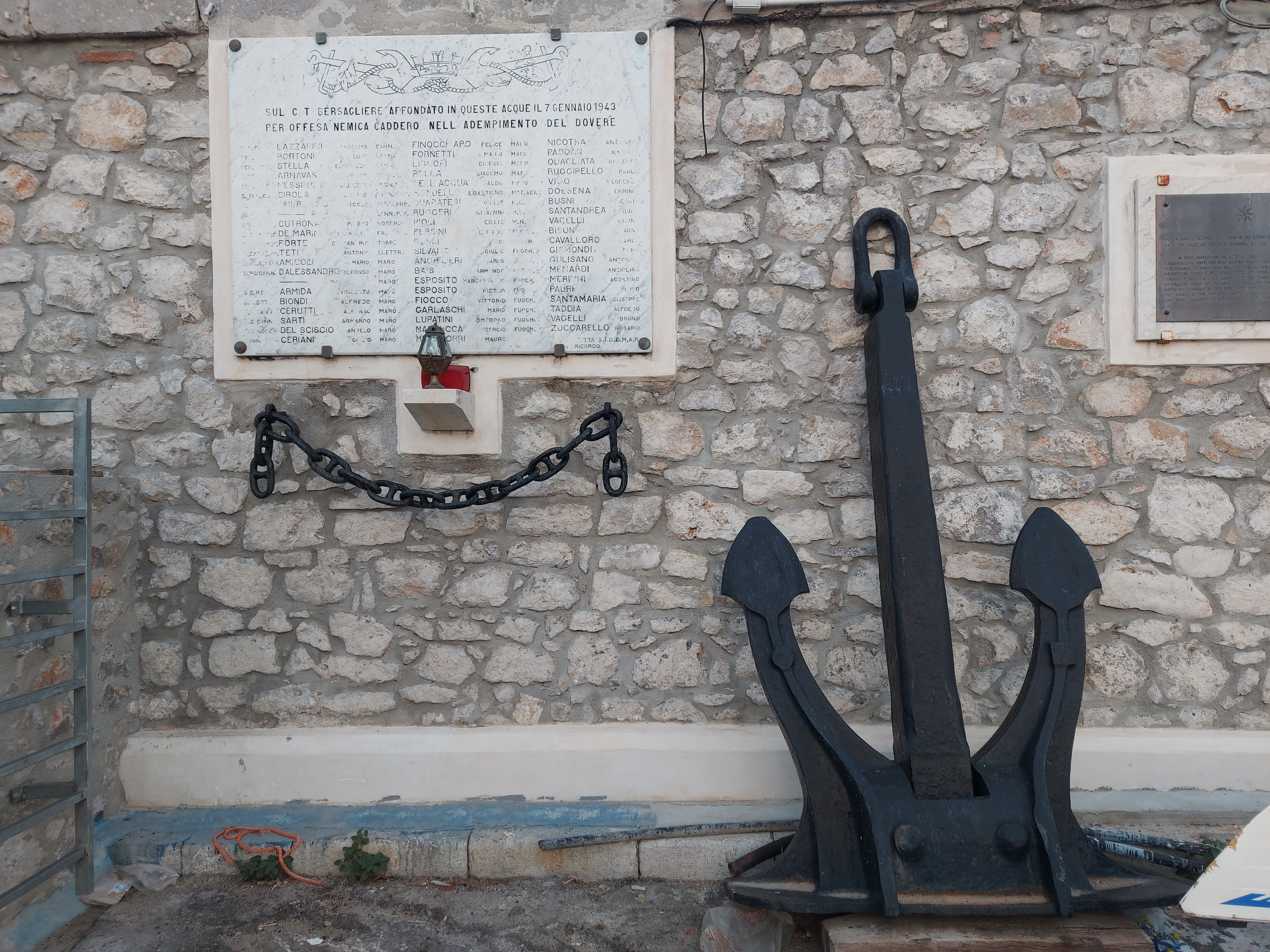
Memorial del Bersagliere al port de Palerm

El 7 de gener de 1943 va ser amarrat al moll sud del port de Palerm, quan, a partir de les 16.25, la ciutat va ser atacada per deu bombarders de la Novena Força Aèria, amb el port com a objectiu. Cinc minuts després de l'inici de l'atac, el Bersagliere va rebre l'impacte de dues bombes, es va escorçar gairebé immediatament a estribord, després es va estavellar ràpidament per aquest costat, enfonsant-se a les aigües del port. Alguns homes van quedar atrapats dins del casc, enfonsats en pocs metres d' aigua, però no va ser possible salvar-los: només van poder donar un últim adéu des de darrere les portes.
En l'enfonsament del Bersagliere, 59 membres de la seva tripulació van perdre la vidainclòs el comandant del vaixell, el capità de fragata Anselmo Lazzarini.
El destructor havia dut a terme fins aleshores 146 missions de guerra, que cobrien 53.700 milles.
En record de les víctimes de l'enfonsament, el moll sud del port de Palerm va ser rebatejat com a "Molo CT Bersagliere".

## Comandants
- Capitano di fregata Gerolamo Indelicato (1 d'abril de 1939 - 2 d'abril de 1940)
- Capitano di fregata Candido Bigliardi (3 d'abril de - 29 de desembre de 1940)
- Capitano di fregata Giuseppe De Angioy (30 de desembre de 1940 - 20 de gener de 1942)
- Capitano di fregata Anselmo Lazzarini (†) (21 de gener de 1942 - 7 de gener de 1943)